# 乌维·伯宁
烏維·伯寧（德語：Uwe Böning，1947年12月7日—），是一位德國企業教練，管理咨詢師及著作人。他被認為是德國企業教練界的先驅之一，深刻地影響了該行業在研究和實踐方面的進程。他是多篇企業教練業的基礎研究文獻的作者，其作品被關于該行業的眾多出版物引用。

## 生平
烏維· 伯寧在美因茨大學攻讀心理學，哲學和社會學，并取得心理學碩士（德國學制Diplom）學位。
自1974年起，伯寧在自己的私人診所擔任臨床心理學家和心理治療師，同時是美因茨大學的一個研究項目的研究助理。從1978年起，他任職于兩家慕尼黑的管理咨詢公司，開始了他的管理者培訓師生涯。1984年，他開始從事管理咨詢師和企業教練的工作。至今，其咨詢及教練服務主要面向企業高層管理者。1985年，伯寧和布里吉特·弗里齊勒  (Brigitte Fritschle)一起在美因河畔法兰克福創立了伯寧咨詢公司，是公司的兩位經理之一。與此同時，伯寧于1992年到1995年間擔任慕尼黑博西家用電器公司 （BSH Bosch und Siemens Hausgeräte GmbH）的人事部經理。
伯寧與布里吉特·弗里齊勒以及約爾格·維爾特根 (Jörg Wirtgen) 同為歐洲企業教練公司 （European Coaching Company, E.C.C.）的創立者。該公司自2005年起為有志成為國際企業教練者提供資格培訓。 伯寧是德國企業教練聯會  ( Deutscher Bundesverband Coaching e.V., DBVC) 的創辦者和發起人之一。他是2004到2006年該聯會的主席。此外，伯寧是國際企業教練組織 （Worldwide Association of Business Coaches, WABC）的成員。
伯寧曾在德國奧斯納布呂克大學和弗萊堡大學擔任助教。 他更曾任比勒費爾德大學、曼海姆商學院（Mannheim Business School, MBS）和歐洲工商管理學院 （Institut Européen d'Administration des Affaires，INSEAD）的客座講師，講授企業教練、領導力等課題。伯寧是艾克貝爾格教練活動日 （Ekeberger Coaching Tage）的發起人和組織者。另外兩位發起人和組織者分別是 Siegfried Greif 和布里吉特·弗里齊勒。此活動日采取年度學術會議的形式，論題涉及教練業的方方面面，為學者和企業教練從業人員提供一個交流的機會，并推動教練業的進一步專業化。伯寧是眾多教科書文章和專業文章的作者，其著作主要涉及企業教練、變革管理、領導力和并購后組織融合。
伯寧已婚，育有四名子女。他居住在美因河畔法兰克福和艾克貝爾格/石勒苏益格 （Ekeberg/ Schleswig）

## 著作
至今，伯寧已著有7本專著，發表超過30篇文章。他的專業見解對多本學術期刊和書籍的內容亦有貢獻。
- Böning, Uwe & Fritschle, Brigitte: Coaching fürs Business. Was Coaches, Personaler und Manager über Coaching wissen müssen. ManagerSeminare Verlag, Bonn 2005, ISBN 978-3-936075-27-4.
- Böning, Uwe & Fritschle, Brigitte: Herausforderung Fusion. Die Integration entscheidet. FAZ-Verlag, 2001, ISBN 3-89843-012-X.
- Böning, Uwe (Hrsg.): Interkulturelle Business-Kompetenz. FAZ-Verlag, 2000, ISBN 3-933180-44-9.
- Böning, Uwe & Fritschle, Brigitte: Veränderungsmanagement auf dem Prüfstand. Eine Zwischenbilanz aus der Unternehmenspraxis. Haufe-Verlag, 1997, ISBN 3-448-03512-2.

## 资料来源
1. ↑  Stenzel, S. (2008). Coaching und Supervision. In R. Bröckermann & M. Müller-Vorbrüggen (Eds.), Handbuch Personalentwicklung. Die Praxis der Personalbildung, Personalförderung und Arbeitsstrukturierung (pp. 369-370). Stuttgart: Schäffer-Poeschel Verlag.
2. ↑  Greif, S. (2008). Coaching und ergebnisorientierte Selbstreflexion. Göttingen: Hogrefe. pp. 52 ff.
3. ↑  Höher, P. (2007). Coaching als Methode des Organisationslernens. 2007 Bergisch Gladbach: EHP Verlag. pp. 47 ff.
4. ↑  Lippmann, E. (2006). Coaching. Angewandte Psychologie für die Beratungspraxis. Heidelberg: Springer. pp. 12 ff.
5. ↑  Looss, W. (2006). Unter vier Augen: Coaching für Manager. Bergisch Gladbach: EHP Verlag. p. 171.
6. ↑  Rauen, Chr. (Ed.). (2005). Handbuch Coaching. Göttingen: Hogrefe. pp. 12 ff.

## 外部連結
- 伯寧咨詢公司  Böning Consult 主頁 （页面存档备份，存于）
- WorldCat 資料庫中關于伯寧的文獻及伯寧所寫著作 （页面存档备份，存于）